# Servizio a tavola

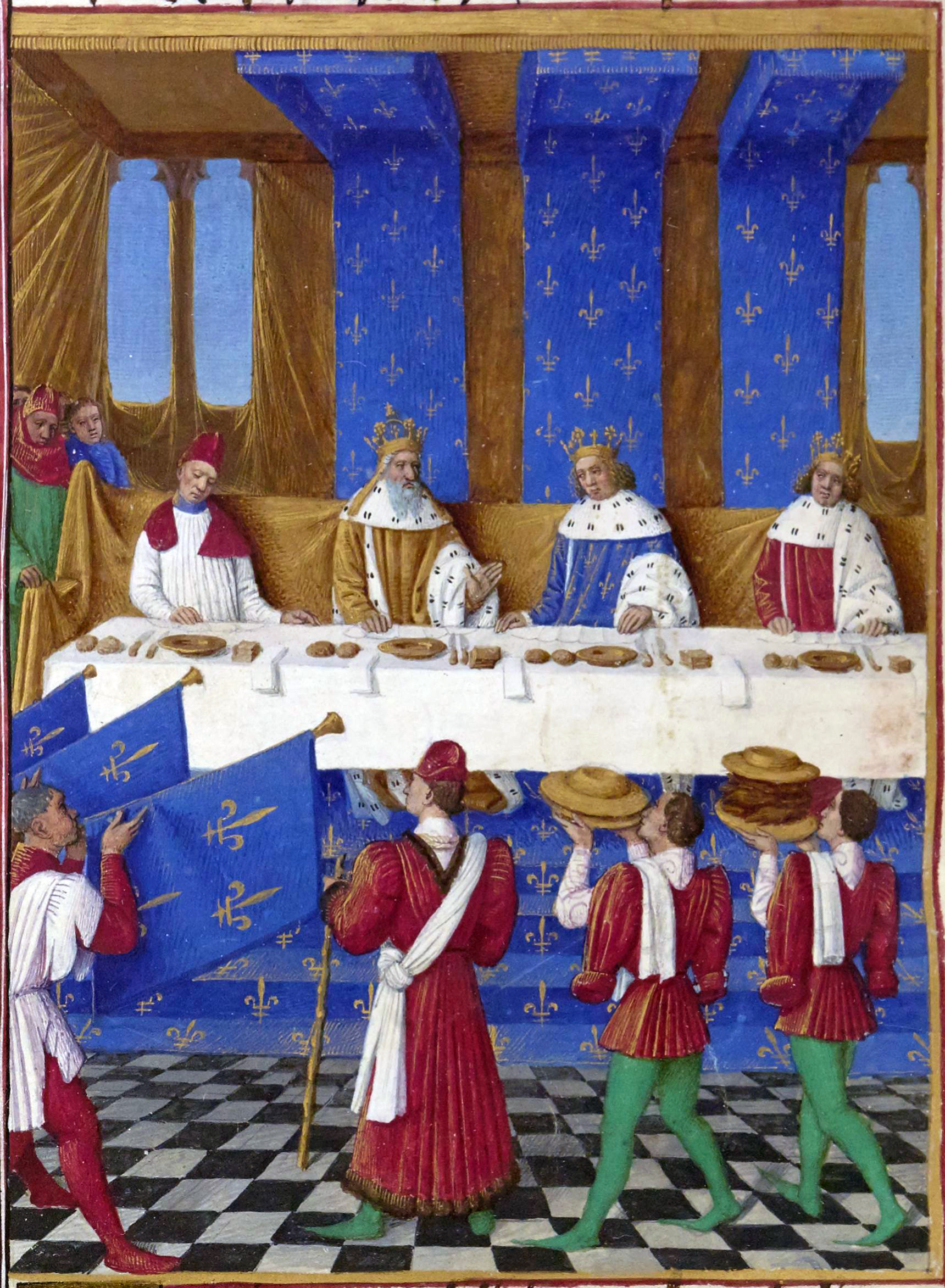
Servizio in un banchetto 1378

Il servizio a tavola è la struttura di un pasto, vale a dire l'ordine delle portate, la maniera di servirle, la loro disposizione sulla tavola. Nella ristorazione odierna il responsabile di questo servizio è un maître con al seguito una brigata di sala.

## Banchetto rinascimentale
I banchetti rinascimentali erano costituiti da una sequenza più o meno interminabile di servizi, che non erano singoli piatti, ma generosi buffet. Questi si dividevano in «servizi di credenza» e «servizi di cucina» (cibi preparati in anticipo e cibi appena cucinati), che si alternavano. Di norma il pranzo iniziava e terminava con un «servizio di credenza». I piatti che componevano ciascun servizio erano posti in tavola tutti insieme e i convitati vi attingevano liberamente. Nell'intervallo tra un servizio e l'altro si cambiavano i vassoi e ci si lavava le mani con acqua di rose.

## Servizio alla francese

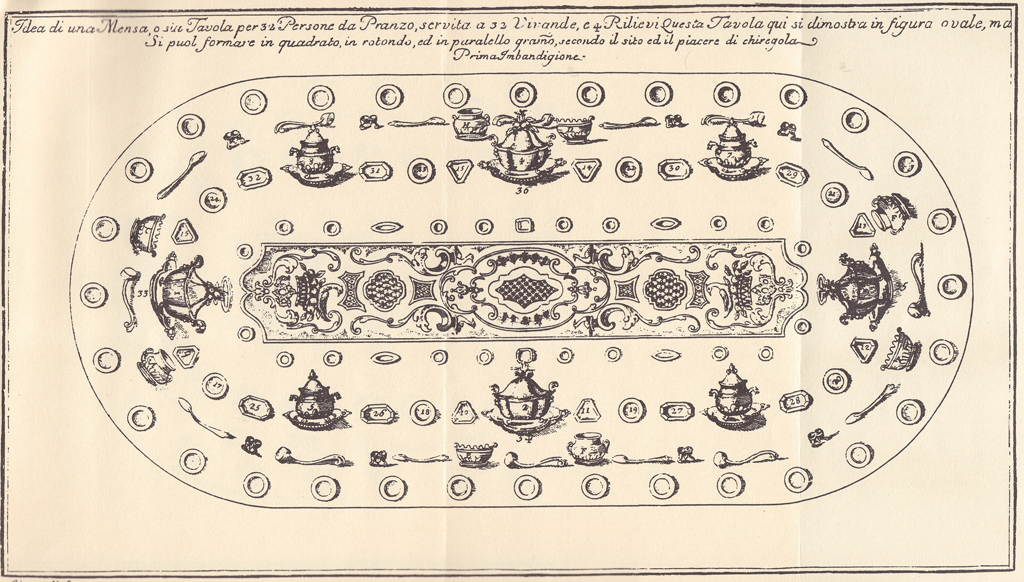
Illustrazione di servizio alla francese da Il cuoco galante

Discendente in linea diretta dalla struttura prandiale rinascimentale e barocca, il "servizio alla francese" metteva in tavola tutti i piatti contemporaneamente (quelli caldi su scaldavivande, quelli freddi su maestosi ed elaborati zoccoli). Gli ospiti – introdotti allorché il tavolo, solitamente molto ampio, era stato allestito di tutto punto e traboccava di vassoi disposti tutt'intorno agli scenografici «trionfi» al centro – si servivano senza cerimonie e senza osservare alcun ordine. Ciascuno, obbedendo ai propri gusti e al proprio appetito, si organizzava il proprio personale menù. Il pranzo era un'«opera aperta»: flessibile, indisciplinata, individualistica, capricciosa.

## Servizio alla russa

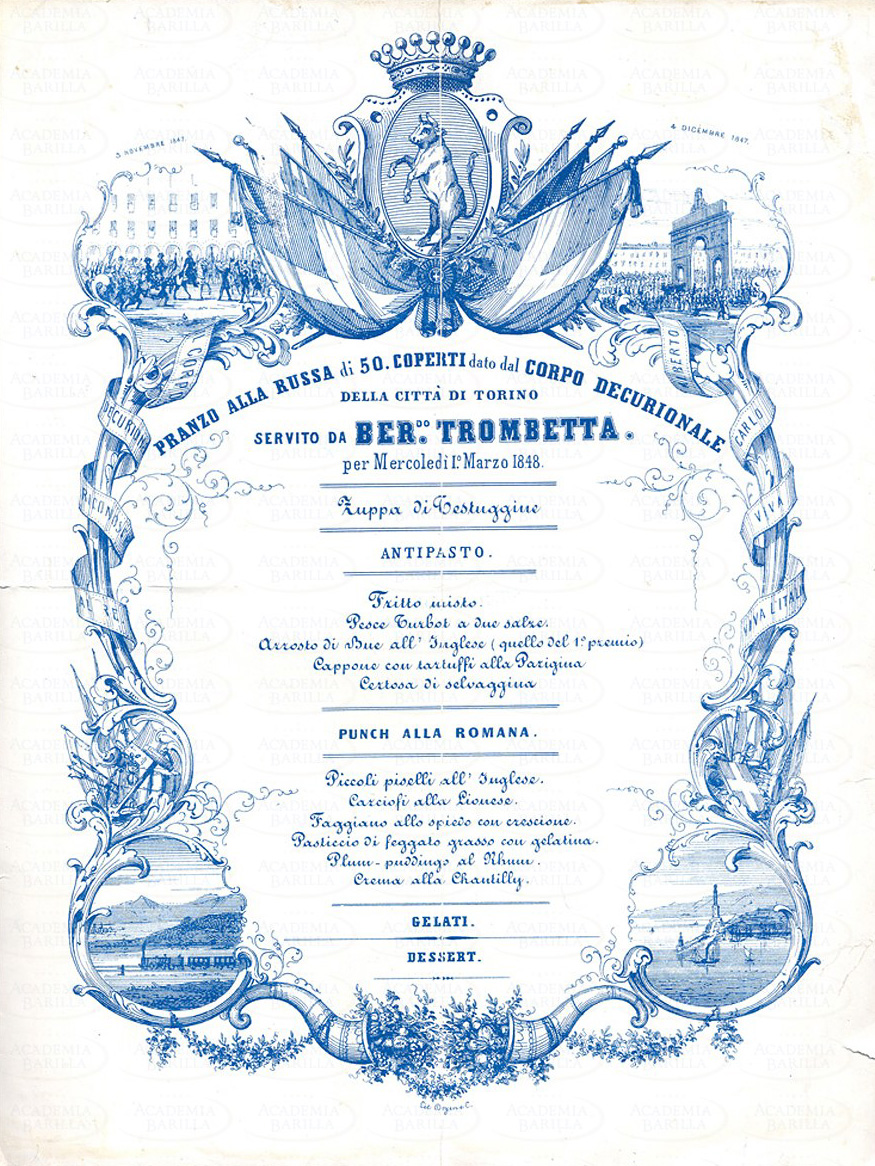
Menù di pranzo alla russa del 1848

Nel "servizio alla russa" (così chiamato dal diplomatico russo Alexander Borisovich Kurakin, di stanza a Clichy nel biennio 1810-1811) la tavola si presentava invece quasi del tutto spoglia: oltre ai coperti e ai fronzoli, comparivano al più gli antipasti freddi. Gli altri piatti venivano serviti uno di seguito all'altro e secondo un preciso ordine gerarchico. Ai commensali era lasciata la sola scelta della quantità o del cortese rifiuto.
In conseguenza dell'affermarsi del servizio alla russa, nacque verso la metà dell'Ottocento quell'accessorio della tavola imbandita che è il menù o "minuta", attraverso il quale il commensale poteva farsi un'idea di che cosa lo aspettava e quindi quantificare oculatamente le porzioni che si sarebbe fatto servire.
Dopo un breve periodo di coesistenza (e spesso di contaminazione) col servizio alla francese, il servizio alla russa (che è, in sostanza, quello tuttora in uso) si impose, e ben s'intende il perché. Dal punto di vista gastronomico i vantaggi sono evidenti: i piatti arrivano in tavola appena cucinati, al giusto punto di cottura, temperatura e fragranza. La struttura del pranzo, inoltre, è più chiara e razionale. Lo sfarzo e lo spreco sono contenuti o comunque dissimulati: si può continuare a mangiar bene e molto senza ostentazione e stravaganze. Come nell'abbigliamento, così pure in cucina si afferma la misura borghese (vedi cucina borghese), ostile non alla ricchezza, ma alla sua esibizione; non alla bella vita, ma al libertinaggio: anche a quello del palato; non all'abbondanza, ma allo scialo. Servizio alla russa viene adottato nella codificazione di Calisto Craveri per il «pranzo all'italiana», con la seguente successione di piatti e portate: minestra; principi caldi; rilievi; umidi; arrosti e insalate; trasmessi; formaggi; dolci, pasticceria, frutta.

## Servizio all'italiana
Il servizio all'italiana è lo stile di servizio più diffuso nei ristoranti. Semplice da eseguire, rapido e informale, risponde bene alle esigenze della clientela. Il cibo è disposto direttamente dalla cucina nei piatti; questo stile di servizio permette alla cucina di curare più l'estetica del piatto (questo è un aspetto divenuto molto ricercato dalla clientela). Per lo svolgimento del servizio, il cameriere prende i piatti in mano; non più di 3 (altrimenti il cameriere potrebbe risultare più un portapiatti che una figura professionale), li porta in sala e li porge da destra, girando intorno al tavolo in senso orario, verso sinistra (regola valida anche per lo sbarazzo dei tavoli). Il rispetto di questa regola permette di mantenere la mano sinistra che sorregge i piatti alle spalle del cliente che si sta servendo. Mentre si portano le pietanze, il cameriere deve presentare quello che sta offrendo al cliente, comunicandone il nome e una rapida descrizione dell'alimento.

### Altri servizi
Oltre ai servizi «alla francese» e «alla russa», la letteratura gastronomica e cerimoniale ottocentesca tramanda altri servizi, ormai dimenticati: il «servizio all'inglese» (mise en place alla francese dei piatti freddi e alla russa di quelli caldi); «servizio a mano» (oggi lo chiameremmo buffet in piedi, o self-service); servizio «all'ambigù» (i piatti sono portati in tavola tutti insieme, ma sono i camerieri a porgerli agli ospiti).

## Servizio a tavola nell'epoca contemporanea
Le odierne tipologie di servizio a tavola sono cinque:
- self-service: cibi e bevande sono disposti su di un tavolo buffet a disposizione dei commensali; si distinguono i buffet assistiti dove dietro al tavolo ci sono camerieri che possono aiutare i commensali in caso di necessità, e buffet non assistiti, dove i commensali di servono da soli. Un'altra distinzione può essere quella in buffet con posti a sedere o buffet in piedi.
- servizio alla russa: i cibi sono portati in pirofile dalla cucina su un tavolo di servizio in sala, dove vengono impiattati davanti al cliente dallo chef de rang e serviti dal commis de rang al cliente (da destra).
- servizio al guéridon o al carrello: i cibi sono su di un carrello di servizio (guéridon) posto vicino al tavolo, vengono divisi in porzioni e serviti dal cameriere al lato destro del commensale; servizio molto scenografico, utilizzato soprattutto per preparazioni di carne o pesce (che viene sfilettato).
- servizio all'inglese: i cibi sono posti su piatti di portata e serviti dal cameriere alla sinistra del commensale con l'utilizzo delle clips (cucchiaio e forchetta); questo stile è nato per il servizio di portate come il risotto.
- servizio all'italiana o al piatto: i piatti vengono preparati in cucina e il cameriere li porta in sala porgendoli sul lato destro, in senso orario; servizio veloce e dinamico, utilizzato sia nelle strutture di livello medio o basso (agriturismi, trattorie ecc.) sia di alto livello, integrato con l'uso del vassoio o di vassoio e cloche.
- servizio alla francese: il commensale si serve da solo dai piatti di portata appoggiati sul tavolo (servizio molto veloce, utilizzato in locali come agriturismi) o porti dal cameriere da sinistra (il cliente si prende la quantità di pietanza desiderata, il servizio di conseguenza è estremamente lento).